# Traité de Berlin (1878)
Pour les articles homonymes, voir Traité de Berlin.

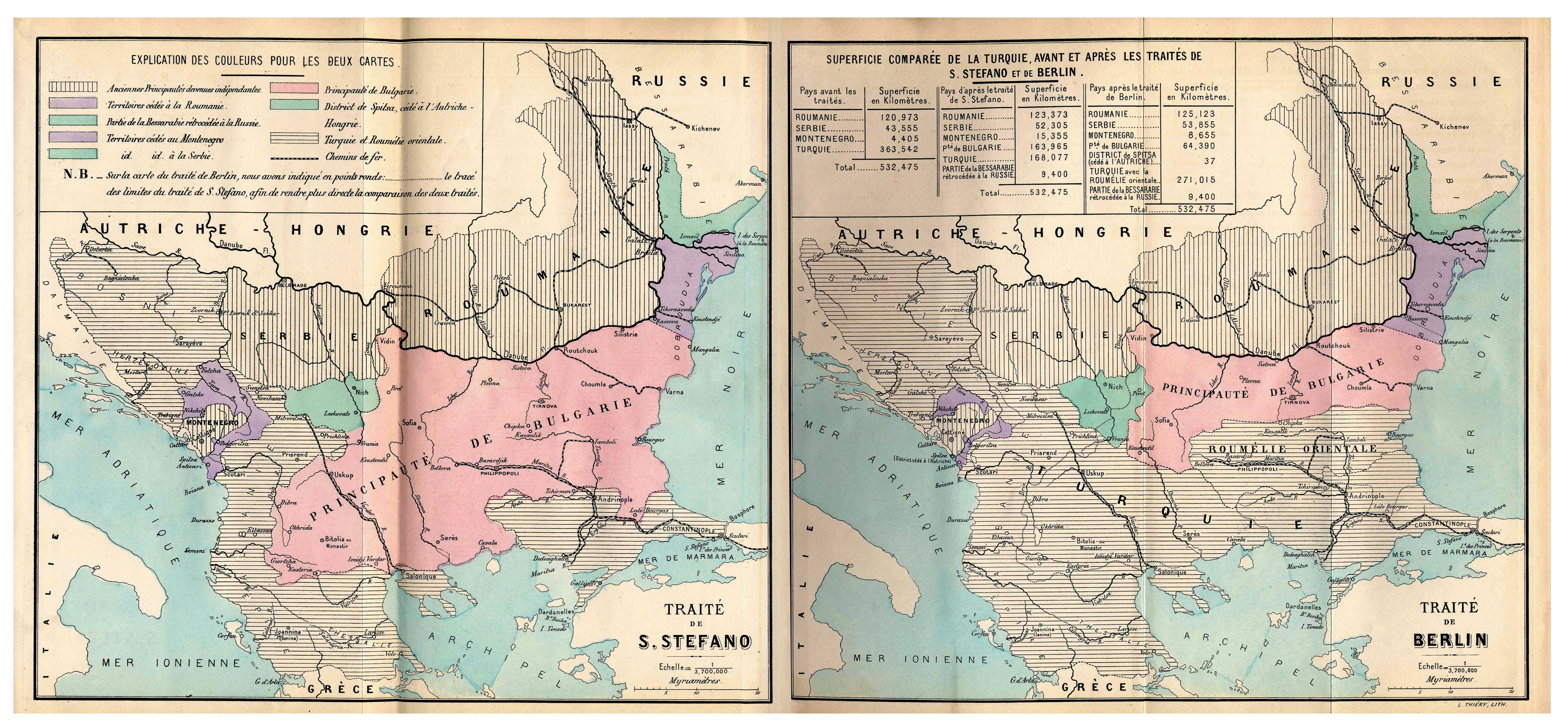
Comparaison entre les dispositions du traité de San Stefano et celles du traité de Berlin.

Le traité de Berlin est l'acte final du congrès de Berlin (13 juin – 13 juillet 1878), présidé par Otto von Bismarck, chancelier de l'Empire allemand. 
Par ce traité, le Royaume-Uni, l'Autriche-Hongrie, la France, l'Allemagne, l'Italie, l'Empire russe et l'Empire ottoman révisent le traité de San Stefano, signé le 3 mars de la même année, que le Royaume-Uni et l'Autriche-Hongrie rejetaient.

## Les nouvelles frontières des Balkans
La Bulgarie est divisée en trois :
- une principauté vassale de jure de l'Empire ottoman, allant du Danube aux contreforts septentrionaux des Balkans, ayant Sofia pour capitale ; l'Empire ottoman conserve le droit de disposer de garde-frontières en Bulgarie, sur la rive sud du Danube et le long des frontières avec la Serbie et la Roumanie ;
- le bassin de la Maritsa, peuplé de Bulgares, entre les contreforts méridionaux des Balkans et les Rhodopes, devient autonome à l'intérieur de l'Empire ottoman : c'est la province de Roumélie orientale ;
- les autres territoires à majorité bulgarophone attribués à la principauté de Bulgarie par le traité de San Stefano, soit la Macédoine, la Thrace et l'Albanie, demeurent également ottomans.

Toutefois, dans ces territoires, ainsi qu'en Crète et en Arménie occidentale, l'Empire ottoman promet d'appliquer le règlement de 1868 protégeant les populations chrétiennes et leur donnant les mêmes droits qu'aux populations musulmanes ; par ailleurs, les ports ottomans sur la mer Noire doivent devenir des ports francs.
La principauté du Monténégro et la principauté de Serbie deviennent indépendantes de l'Empire ottoman, mais doivent renoncer aux agrandissements prévus par le traité de San Stefano ; en revanche la Serbie obtient des territoires, bulgares à San Stefano, du côté de Pirot et dans la vallée du Timok :
- le Monténégro, qui avait reçu au traité de San Stefano le port d'Antivari sur la mer Adriatique, se voit refuser le droit d'y entretenir une flotte de guerre, tandis que le contrôle maritime et sanitaire du port est dévolu à l'Autriche-Hongrie ;
- la Roumanie voit son indépendance, proclamée le 9 mai 1877, reconnue par les Puissances et reçoit les deux tiers nord de la Dobroudja avec le delta du Danube en échange de la Bessarabie méridionale qu'elle doit céder à la Russie ;
- L'Autriche-Hongrie obtient le droit d'occuper et administrer la Bosnie-Herzégovine sous suzeraineté nominale ottomane pour une durée de trente années ; la « double monarchie » obtient également le droit d'entretenir quatre garnisons dans le sandjak de Novipazar, ce qui empêche Serbes et Monténégrins de faire leur jonction dans cette région ;
- le royaume de Grèce en revanche, se voit promettre un aménagement frontalier en Thessalie et Épire, concrétisé en 1880.

## Les nouvelles frontières du Caucase
À la suite de l'entrée en guerre de la Russie face à l'Empire ottoman en 1870, et du traité de San Stefano (le 3 mars 1878), l'Arménie se trouvait en grande partie rattachée à l'Empire russe. Le traité de Berlin replace une partie de l'Arménie occidentale sous le contrôle de l'Empire ottoman (ainsi Bayazet (Bajazet), alors vidé de sa population arménienne) ; la Russie conserve néanmoins les villes alors peuplées d'Arméniens de Kars et Ardahan, ainsi que la région de Batoumi.
Ce traité concerne donc principalement les Balkans et le Caucase, que la Russie avait cherché à réorganiser à son profit lors du traité de San Stefano. Il est, par rapport à San Stefano, nettement moins sévère pour l'Empire ottoman, et moins avantageux pour les chrétiens sujets du Sultan. Mais il marque néanmoins un certain recul de la puissance ottomane. Au total, l'Empire ottoman perd 220 000 km² et 5,5 millions d'habitants. La Bosnie et l'Herzégovine passent sous le contrôle de l'Autriche ; la Serbie, le Monténégro, la Grèce s'agrandissent ; enfin, la principauté de Bulgarie, comme la Roumélie orientale, devient autonome ; la Grèce bénéficie d'un aménagement frontalier en Thessalie.
Par ailleurs, le traité donne au Royaume-Uni l'île de Chypre, à la France la possibilité d'occuper la Tunisie et un droit de protection sur les maronites du Liban, enfin à l'Italie la possibilité d'occuper la Tripolitaine (régence de Tripoli, actuelle Libye).